# Байе (Шаранта)
Байе́ (фр. Bayers) — коммуна во Франции, находится в регионе Пуату — Шаранта. Департамент — Шаранта. Входит в состав кантона Манль. Округ коммуны — Конфолан.
Код INSEE коммуны — 16033.
Коммуна расположена приблизительно в 370 км к юго-западу от Парижа, в 75 км южнее Пуатье, в 31 км к северу от Ангулема.

## Население
Население коммуны на 2008 год составляло 128 человек.
| 1962 | 1968 | 1975 | 1982 | 1990 | 1999 | 2008 |
| ---- | ---- | ---- | ---- | ---- | ---- | ---- |
| 177  | 156  | 153  | 149  | 156  | 129  | 128  |

## Администрация
| Период | Период | Фамилия           | Партия                             | Примечания |
| ------ | ------ | ----------------- | ---------------------------------- | ---------- |
|        | 1997   | Жак Ло            | Объединение в поддержку республики | мельник    |
| 1997   | 2014   | Люсьен Деробенсон |                                    | торговец   |

## Экономика
В 2007 году среди 80 человек в трудоспособном возрасте (15—64 лет) 55 были экономически активными, 25 — неактивными (показатель активности — 68,8 %, в 1999 году было 74,0 %). Из 55 активных работали 49 человек (29 мужчин и 20 женщин), безработных было 6 (2 мужчины и 4 женщины). Среди 25 неактивных 5 человек были учениками или студентами, 14 — пенсионерами, 6 были неактивными по другим причинам.

## Достопримечательности
- Замок Байе[фр.] (XII век). Окружён рвом. Исторический памятник с 1989 года[3]
- Церковь Нотр-Дам
  - Распятие (XVII век). Исторический памятник с 1975 года[4]
  - Бронзовый колокол (1554 год). Диаметр — 57 см. Исторический памятник с 1933 года[5]
- Мельница (1792 год)
- Голубятня

## Фотогалерея

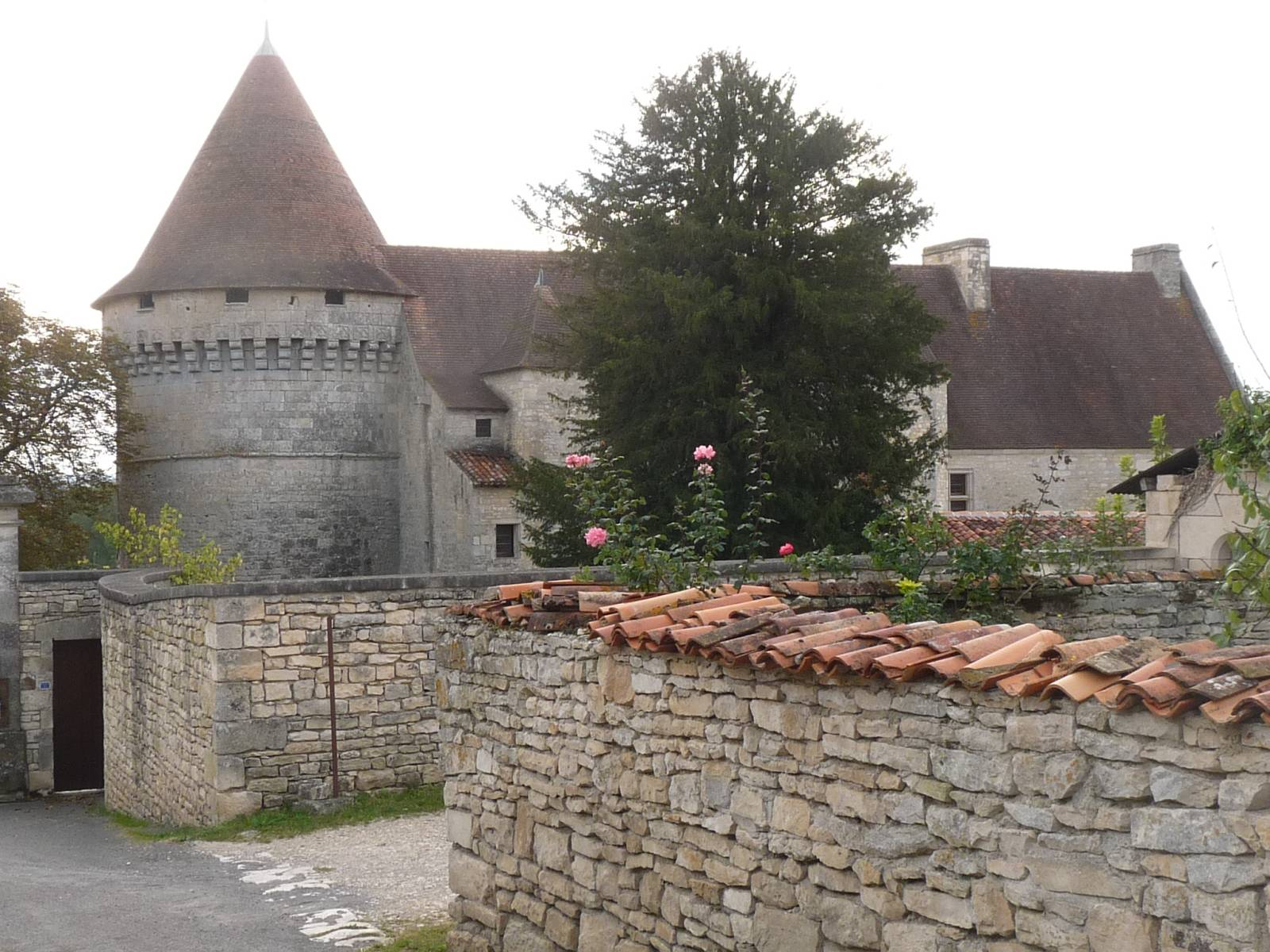
Замок Байе
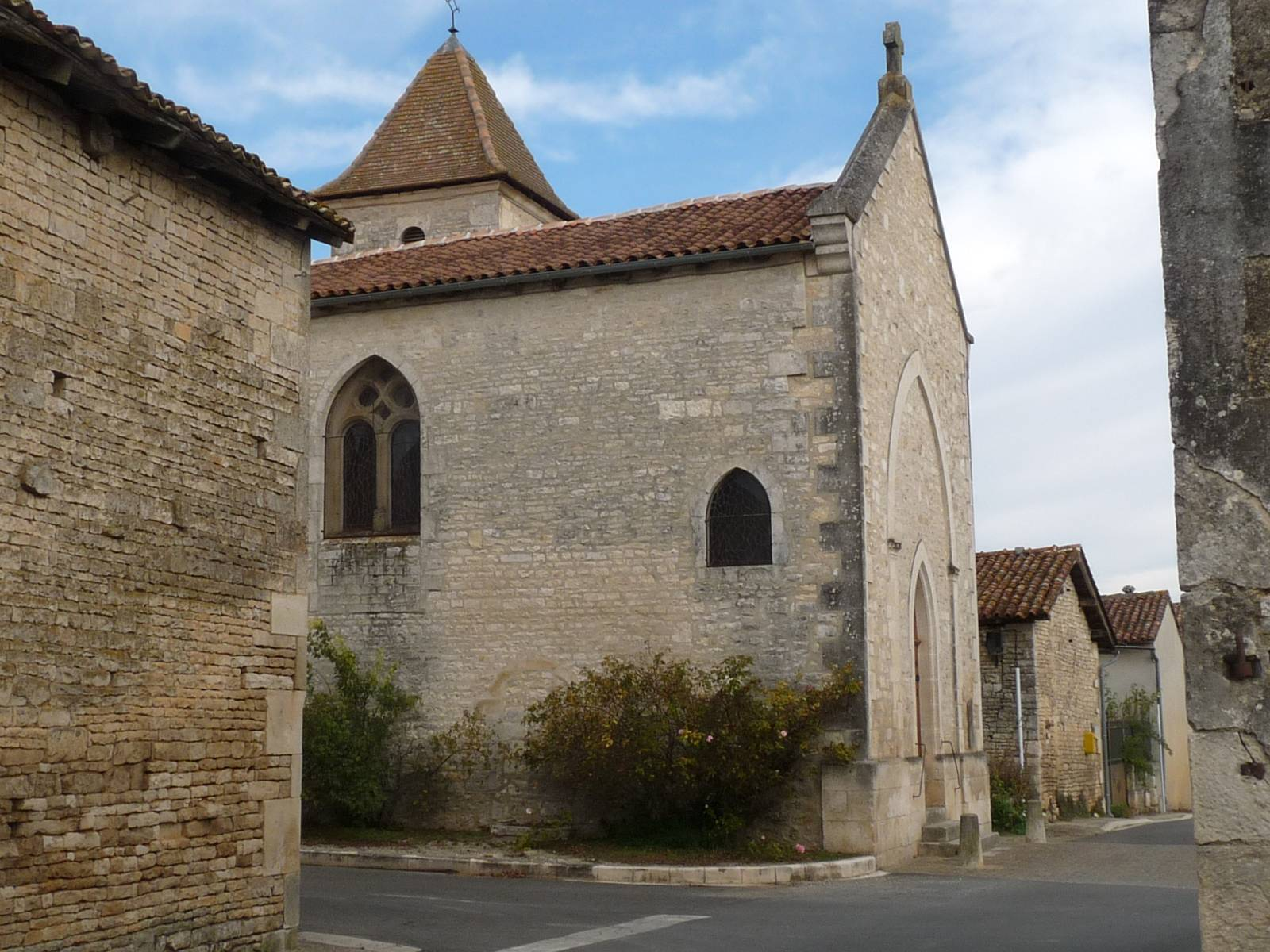
Церковь Нотр-Дам
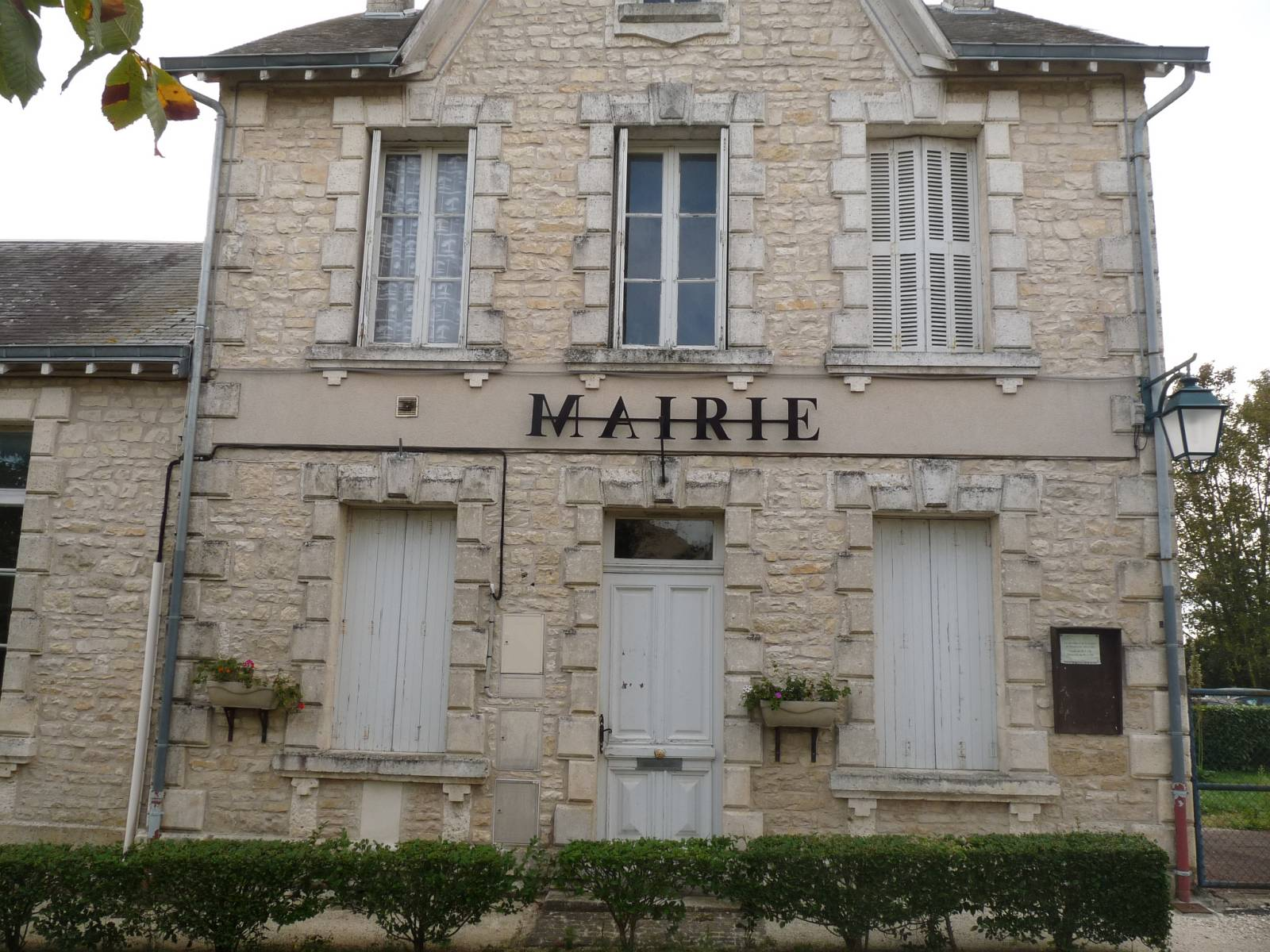
Мэрия
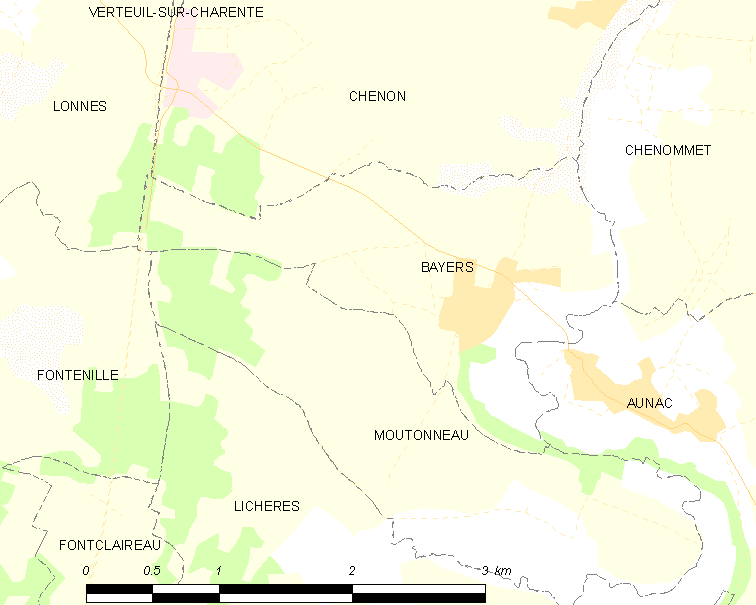
Карта коммуны